# Rudolf Walter (Musikwissenschaftler)
Rudolf Walter (* 24. Januar 1918 in Groß Wierau, Landkreis Schweidnitz, Provinz Schlesien; † 30. Oktober 2009 in Eppelheim) war ein deutscher Organist, Komponist, katholischer Kirchenmusikdirektor und Hochschullehrer.

## Leben und Wirken
Rudolf Walter war der Sohn des Groß Wierauer Lehrers und Kantors Heinrich Walter und dessen Ehefrau Cäcilie Walter, geborene Jakobowsky. Nach dem Abitur am  Humanistische Gymnasium in Frankenstein 1937 studierte er Kirchen- und Schulmusik sowie Musikwissenschaft an der Lehrerbildungsanstalt in Beuthen und an der Universität Breslau.
Während seines Kriegsdienstes war er bereits von ab Juli 1942 bis 1943 als Kirchenmusiker (Chorleiter und Organist) an St. Maria auf dem Sande in Breslau tätig. Nach der Flucht oder Vertreibung war er ab September 1945 bis Mai 1948 Organist an der St.-Josef-Kirche in Weiden in der Oberpfalz und daneben Konzertorganist und Orgellehrer bei den Regensburger Domspatzen. Danach studierte er an den Universitäten Straßburg und Mainz (neben Musikwissenschaft studierte er auch Philosophie und Germanistik), wo er 1949 bei Arnold Schmitz zum Dr. phil. promoviert wurde und im Wintersemester 1955/1956 das Schulmusikexamen ablegte. Zusätzliche Orgelstudien absolvierte er bei Joseph Ahrens in Berlin und Marcel Dupré in Paris. Nach Lehraufträgen an der Universität Würzburg und Mainz wurde er 1972 Honorarprofessor im Fach Musikwissenschaft an der Philosophischen Fakultät der Johannes Gutenberg-Universität in Mainz. Bis zu seiner Emeritierung im Jahre 1983 war er als Professor und Leiter der Abteilung für Katholische Kirchenmusik sowie als Orgellehrer an der Staatlichen Hochschule für Musik und Darstellende Kunst in Stuttgart tätig.
Walter trat als Organist in Konzerten im In- und Ausland aus und war als Musikwissenschaftler und Herausgeber älterer Kompositionen tätig. Als Kirchenmusiker wirkte er viele Jahre in Bad Kissingen und Heidelberg. Von 1948 bis 1961 war er Organist und Kirchenmusikdirektor an der Stadtpfarrkirche in Bad Kissingen (wo er die von ihm gegründete Kissinger Kantorei leitete); die gleiche Tätigkeit übte er von 1961 bis 1983 an der Katholischen Universitätskirche in Heidelberg aus. 1971 gründete er den von ihm auch geleiteten Konzertchor Cappella Palatina an der Jesuitenkirche in Heidelberg. Zu den Konzerten in der Zeit von 1971 bis 1982 unter seiner Leitung zählen unter anderem Werke der Komponisten Joseph Haydn, Johann Sebastian Bach, Antonín Dvořák, Wolfgang Amadeus Mozart, Georg Friedrich Händel, Franz Liszt, Franz Schubert, Anton Bruckner, Max Reger, Anton Stamitz, Carl Ditters von Dittersdorf und Ludwig van Beethoven. Er veröffentlichte unter anderem Schallplatten mit Orgel- und Chorwerken, Fachaufsätze und gab Klavier-, Orgel- und Chorwerke heraus. 1981 wurde er ordentliches Mitglied des J. G. Herder-Forschungsrats. Zu seinen Tätigkeiten gehörte auch die Vortragsreihe Kirchenmusik. Eine geistig-geistliche Disziplin. Rudolf Walter war katholisch, ab 1946 mit Marianne Walter, geborene Marx, verheiratet und hatte drei Kinder (Barbara, Mechthild und Brigitte). Seine Wohnung hatte er in der Nähe Heidelbergs in Eppelheim, wo er 2009 starb.

## Ehrungen
- Orlando-di-Lasso-Medaille (1978)
- Interpreten-Preis der Künstlergilde Esslingen (1987)[1]
- Kulturpreis Schlesien des Landes Niedersachsen (1999)[1]

## Publikationen

### Monografien (Auswahl)
- Max Regers Choralvorspiele für Orgel (Hochschulschrift). Mainz [1949]. Phil. Fak., Diss. v. 12. März 1949.
- Moritz Brosig (1815-1887): Domkapellmeister in Breslau. Laumann, Dülmen 1988, ISBN 978-3-87466-112-6.
- Johann Caspar Ferdinand Fischer: Hofkapellmeister des Markgrafen von Baden. Lang, Frankfurt am Main/Bern/New York/Paris 1990, ISBN 978-3-8204-9976-6.
- Musikgeschichte des Zisterzienserklosters Grüssau: von Anfang des 18. Jahrhunderts bis zur Aufhebung im Jahre 1810. Bärenreiter, Kassel/Basel/London/New York/Prag 1996, ISBN 978-3-7618-1260-0.

### Rezeption
- Organista et homo doctus. Festschrift für Rudolf Walter zum 90. Geburtstag (= 233. Veröffentlichung der Gesellschaft der Orgelfreunde).

### Orgelmusik (als Komponist)
- Süddeutsche Orgelmusik zur Weihnacht. Coppenrath, Altötting 1962.
- Orgelstücke aus der Orgelschule „Wegweiser“ (Augsburg 1668). Coppenrath, Altötting [1965].
- mit Erhard Quack (Komponist): Orgelstücke zum Hochamt für Sonn- und Feiertage von zeitgenössischen Komponisten. Christophorus-Verlag, [1972].

### Orgelmusik (als Interpret)
- Böhmische Orgelmeister: Rudolf Walter an der Marienorgel der Basilika Altötting. Christophorus-Verlag Herder, Freiburg im Breisgau 1978.
- Schlesische Orgelmusik: Rudolf Walter an der Orgel der Jakobus-Kirche in Neisse, Schlesien. Werke von Gerhard Strecke, Fritz Lubrich, Richard Wetz, Adolf Hesse, Max Drischner. Pädagogischer Verlag Schwann, Düsseldorf 1980.
- Ogelwerke des Komponisten Harald Heilmann. Vlengels, Hardheim [1985].
- Schlesische Orgelmusik - 19. [neunzehntes] und 20. [zwanzigstes] Jahrhundert (Rudolf Walter an der Orgel der Evang. Pfarrkirche in Amorbach). Harmonia Mundi, Freiburg im Breisgau [1986]; EMI-Electrola ASD, Köln [1986].
- Schlesische Orgelmusik - 15. [fünfzehntes] bis 18. [achtzehntes] Jahrhundert (Rudolf Walter an der Ebert-Orgel der Hofkirche in Innsbruck und an der Freundt-Orgel der Stiftsbasilika in Klosterneuburg). Harmonia Mundi, Freiburg im Breisgau [1986]; EMI-Electrola ASD, Köln [1986]

### Editionen Orgelmusik (Auswahl)
- Johann Ernst Eberlin: 65 Vor- und Nachspiele: Versetten und Fugetten in den 8 Kirchentonarten. Doblinger, Wien/München [o. J.].
- Johann Caspar Ferdinand Fischer:  Musikalischer Blumenstrauß: Präludien, Fugen und Finali in den 8 Kirchentonarten. Coppenrath, Altötting [1956].
- Georg Muffat: Apparatus musico-organisticus: 12 Tokkaten, Ciacona, Passacaglia. Neuausgabe. Coppenrath, Altötting [1957].
- Franz Tunder: Sämtliche Choralbearbeitungen für Orgel. Schott, Mainz 1958.
- Johann Caspar Simon: Vierzehn leichte Praeludien und Fugen. Schott, Mainz 1964.
- Johann Jacob Froberger: Toccaten: Fantasien, Ricercari, Canzonen und Capricci. Coppenrath, Altötting [1968].
- Arnolt Schlick: Orgelkompositionen. Schott, Mainz 1970.
- Alessandro Poglietti: Praeludia, Cadenzen und Fugen (1676). Müller, Heidelberg 1970.
- Österliche Orgelmusik süddeutscher Meister aus dem 15. bis 19. Jahrhundert. Coppenrath, Altötting 1976.
- Johann Sebastian Bach: Acht kleine Präludien und Fugen: BWV 553-560; für Orgel. Schott, Mainz [u. a.] 1981.
- Georg Böhm: Präludium und Fuge C-Dur: für Orgel. Schott, Mainz [u. a.] 1982.
- Gerhard Strecke: 24 Praeludien und Fugen für Orgel op. 101. Laumann, Dülmen 1983 [Band 1] und 1985 [Band 2].
- Süddeutsche Orgelmusik zu marianischen Gesängen aus fünf Jahrhunderten. Coppenrath, Altötting 1986.
- Valentin Rathgeber: Regina coeli, laetare: Antiphon; für Soli, vierstimmigen gemischten Chor, zwei Violinen, Violonchello und Orgel. Alfred Coppenrath, Altötting 1995.
- Johann Georg Albrechtsberger: Präludien und Fugen op. 5 und 6 für Orgel. Josef Butz, Sankt Augustin 2004.